# Marija Kiemienczeży
Marija Nikołajewna Kiemienczeży, przez pewien czas Mierczuk (ros. Мария Николаевна Кеменчежи (Мерчук), ur. 28 grudnia 1959 w Vulcănești) – mołdawska lekkoatletka, płotkarka, halowa wicemistrzyni Europy z 1981. W czasie swojej kariery startowała w barwach Związku Radzieckiego.
Urodziła się w Gagauzji w Mołdawskiej SRR, stąd jest uznawana za zawodniczkę mołdawską. Od 2000 ma obywatelstwo rosyjskie.
Zdobyła brązowy medal w biegu na 100 metrów przez płotki na mistrzostwach Europy juniorów w 1977 w Doniecku. Na tych samych mistrzostwach zajęła 5. miejsce w pięcioboju.
Na halowych mistrzostwach Europy w 1981 w Grenoble wywalczyła srebrny medal w biegu na 50 metrów przez płotki, przegrywając jedynie z Zofią Bielczyk z Polski, a wyprzedzając swą koleżankę z reprezentacji ZSRR  Tatjanę Anisimową. Zdobyła srebrny medal w biegu na 100 metrów przez płotki na uniwersjadzie w 1981 w Bukareszcie. Na halowych mistrzostwach Europy w 1982 w Mediolanie zajęła 6. miejsce w biegu na 60 metrów przez płotki, a na mistrzostwach Europy w 1982 w Atenach 5. miejsce w biegu na 100 metrów przez płotki.
Była mistrzynią Związku Radzieckiego w biegu na 100 metrów przez płotki w 1981, 1982 i 1984.
Rekord życiowy Kiemienczeży w biegu na 100 metrów przez płotki –12,81 s, uzyskany 26 czerwca 1982 w Cottbus, jest do tej pory (lipiec 2021) rekordem Mołdawii. Jej rekord życiowy w biegu na 60 metrów przez płotki w hali wynosił 8,07 s (ustanowiony 20 lutego 1982 w Moskwie).